# Vaccarizzo Albanese
Vaccarizzo Albanese – miejscowość i gmina we Włoszech, w regionie Kalabria, w prowincji Cosenza.
Według danych na rok 2004 gminę zamieszkiwało 1326 osób, 165,8 os./km².